# Eupithecia corticosa
Eupithecia corticosa är en fjärilsart som beskrevs av Louis Beethoven Prout 1914. Eupithecia corticosa ingår i släktet Eupithecia och familjen mätare. Inga underarter finns listade i Catalogue of Life.